# Real Club Deportivo Español 1987-1988
Questa voce raccoglie le informazioni riguardanti il Real Club Deportivo Español nelle competizioni ufficiali della stagione 1987-1988.

## Maglie e sponsor
Lo sponsor tecnico per la stagione 1987-1988 è Massana.
| Manica sinistra · Manica sinistra · Maglietta · Maglietta · Manica destra · Manica destra · Pantaloncini · Calzettoni | Manica sinistra · Maglietta · Maglietta · Manica destra · Pantaloncini · Calzettoni |

## Rosa
| N. |                    | Ruolo | Calciatore          |
| -- | ------------------ | ----- | ------------------- |
|    | Spagna (bandiera)  | P     | Javier Echevarría   |
|    | Spagna (bandiera)  | P     | Carlos Meléndez     |
|    | Camerun (bandiera) | P     | Thomas N'Kono       |
|    | Spagna (bandiera)  | D     | Francis             |
|    | Spagna (bandiera)  | D     | Josep María Gallart |
|    | Spagna (bandiera)  | D     | Job                 |
|    | Spagna (bandiera)  | D     | Miguel Ángel        |
|    | Spagna (bandiera)  | D     | Eloy Pérez          |
|    | Spagna (bandiera)  | D     | Miquel Soler        |
|    | Spagna (bandiera)  | D     | Santiago Urquiaga   |
|    | Spagna (bandiera)  | D     | Txelis              |
|    | Spagna (bandiera)  | C     | Joan Golobart       |
|    | Spagna (bandiera)  | C     | Iñaki               |

| N. |                      | Ruolo | Calciatore                   |
| -- | -------------------- | ----- | ---------------------------- |
|    | Danimarca (bandiera) | C     | John Lauridsen               |
|    | Spagna (bandiera)    | C     | Diego Orejuela               |
|    | Spagna (bandiera)    | C     | José Javier Zubillaga        |
|    | Spagna (bandiera)    | C     | Manuel Zúñiga                |
|    | Spagna (bandiera)    | A     | Pichi Alonso                 |
|    | Spagna (bandiera)    | A     | Àlex Garcia                  |
|    | Spagna (bandiera)    | A     | Jesús Vicente García-Pitarch |
|    | Spagna (bandiera)    | A     | Sebastián Losada             |
|    | Spagna (bandiera)    | A     | Eduard Mauri                 |
|    | Spagna (bandiera)    | A     | Bartolomé Márquez            |
|    | Spagna (bandiera)    | A     | Michel Pineda                |
|    | Spagna (bandiera)    | A     | Ernesto Valverde             |

## Risultati

### Coppa UEFA
| Arbitro: | Vautrot |

|  |           |            |
|  | Marcatori | 34’ Pineda |

| Arbitro: | Courtney |

|                                                |           |          |
| Valverde 30’ Iñaki 45’ Golobart 49’ Pineda 53’ | Marcatori | 60’ Rahn |

| Arbitro: | Syme |

|  |           |                                |
|  | Marcatori | 40’ Zubillaga 49’ Pichi Alonso |

| Barcellona 4 novembre 1987 Sedicesimi di finale - Ritorno | Español | 0 – 0 referto | Milan | Stadio di Sarriá (30 000 spett.)\| Arbitro: \| Ponnet \| |
| Arbitro:                                                  | Ponnet  |               |       |                                                          |

| Arbitro: | Wöhrer |

|            |           |               |
| Serena 39’ | Marcatori | 80’ Lauridsen |

| Arbitro: | Pauly |

|              |           |  |
| Orejuela 23’ | Marcatori |  |

| Arbitro: | Quiniou |

|                          |           |  |
| Lauridsen 31’ Pineda 69’ | Marcatori |  |

| Ostrava 16 marzo 1988 Quarti di finale - Ritorno | Vítkovice | 0 – 0 referto | Español | Stadio Bazaly (20.000 circa spett.)\| Arbitro: \| Thomas \| |
| Arbitro:                                         | Thomas    |               |         |                                                             |

| Arbitro: | D'Elia |

|                                  |           |  |
| Ceulemans 42’ Gallart 74’ (aut.) | Marcatori |  |

| Arbitro: | Kohl |

|                                     |           |  |
| Orejuela 10’ Losada 63’ Alonso 119’ | Marcatori |  |

| Arbitro: | Krchňák |

|                           |           |  |
| Losada 44’, 56’ Soler 48’ | Marcatori |  |

| Arbitro: | Keizer |

|                               |                      |                                         |
| Tita 56’ Götz 63’ Cha 81’     | Marcatori            |                                         |
| Falkenmayer Rolff Waas Täuber | Tiri di rigore 3 – 2 | Pichi Alonso Job Urquiaga Zúñiga Losada |